# Parc d'État de Niagara Falls
Pour les articles homonymes, voir Niagara.
Le parc d'État de Niagara Falls (en anglais : Niagara Falls State Park) est une aire protégée américaine située à Niagara Falls, dans l'État de New York. Ce parc d'État de 0,89 km2 qui protège les chutes du Niagara a été créé en 1885. Il est classé National Historic Landmark depuis le 23 mai 1963 et est inscrit au Registre national des lieux historiques depuis le 15 octobre 1966.